# Arctenus taitensis
Genre
Espèce
Arctenus taitensis, unique représentant du genre Arctenus, est une espèce d'araignées aranéomorphes de la famille des Ctenidae.

## Distribution
Cette espèce est endémique du Kenya. Elle se rencontre entre 1 580 et 1 900 m d'altitude dans les monts Taita.

## Description
Le mâle holotype mesure 5,90 mm et la femelle paratype 7,20 mm.

## Étymologie
Son nom d'espèce, composé de tait[a] et du suffixe latin -ensis, « qui vit dans, qui habite », lui a été donné en référence au lieu de sa découverte, les monts Taita.

## Publication originale
- Polotow & Jocqué, 2014 : The new spider genus Arctenus, an afrotropical representative of the Calocteninae (Araneae: Ctenidae). Journal of Arachnology, vol. 42, no 3, p. 240-247 (texte intégral).